# Adam Dunn (acteur)
Adam Dunn est un acteur et scénariste américain né le 9 novembre 1979 à Houston au Texas.

## Filmographie

### Acteur

#### Cinéma
- 2011 : Last Ride : Del Griffin
- 2012 : The Day Hollywood Died : le négociateur du SWAT
- 2012 : Careless Love : Jason
- 2012 : Status Update: A Facebook Fairytale : Allan Kasvotski
- 2013 : Ca$h Cow: A 63% True Story : Adam
- 2013 : Manos Arriba : Pete
- 2015 : The Annual Company Games VII : le patron
- 2015 : UNindian : Mich
- 2016 : Drawcard : Ed
- 2016 : Overtime : Simon
- 2019 : Crossing Paths : Dunc
- 2020 : Covidden Love : David
- 2022 : Elvis : Bill Black
- 2022 : Ghosted : Daniel
- 2024 : The Fall Guy : Nigel
- 2025 : Astronots : Commandant Thomas Collins

#### Télévision
- 2011 : Packed to the Rafters : Darren Best (1 épisode)
- 2011 : Wild Boys : Miner (1 épisode)
- 2020 : Drunk History : plusieurs personnages (4 épisodes)
- 2024 : Housewarming : Stuey

### Scénariste
- 2012 : Status Update: A Facebook Fairytale
- 2013 : Ca$h Cow: A 63% True Story
- 2014 : Clean and Jerk
- 2016 : Drawcard
- 2019 : Dunn Wright
- 2025 : Astronots